# NOM-020-STPS-2011

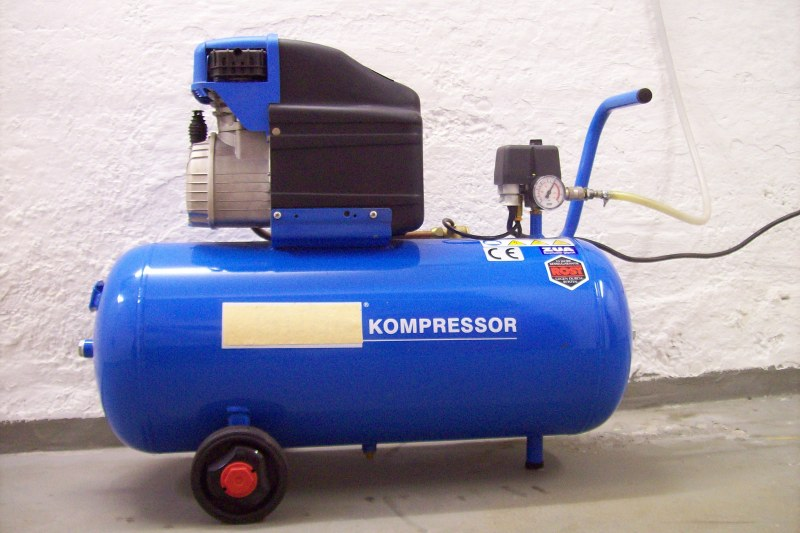
Los compresores son un tipo de recipiente sujeto a presión a la cual es aplicable esta norma

NOM-020-STPS es una norma oficial mexicana en materia de regulación de los recipientes sujetos a presión. Es una norma de carácter obligatorio dentro de todo el territorio nacional mexicano. La versión más reciente de esta norma es la publicada en el año 2011 por lo que el nombre completo de la norma es NOM-020-STPS-2011.

## Campo de aplicación
Esta norma es aplicable a todos aquellos centros de trabajo mexicanos en donde funcionen recipientes sujetos a presión interna o externa, incluyendo Caldera (máquina), generadores de vapor y recipientes criogénicos. Diversas industrias como las Industria textil, la del papel, la azucarera, la Industria alimentaria, la Industria química y la Petroquímica y otras varias industrias tienen recipientes sujetos a presión.
La norma no es aplicable para campanas de buceo, campanas o cámaras hiperbáricas, recipientes utilizados como extintores, contenedores que trabajen a presión atmosférica, tuberías y cabezales de distribución que no se utilicen como acumuladores de fluidos, recipientes portátiles que contengan gases comprimidos, accesorios presurizados, recipientes que contengan gas licuado de petróleo (cuya competencia pertenece a la secretaría de energía), carros tanque que transporten gases comprimidos cuya regulación se encuentra a cargo de la Secretaría de Comunicaciones y Transportes, entre otros.